# Dați-mi libertate sau dați-mi moarte!

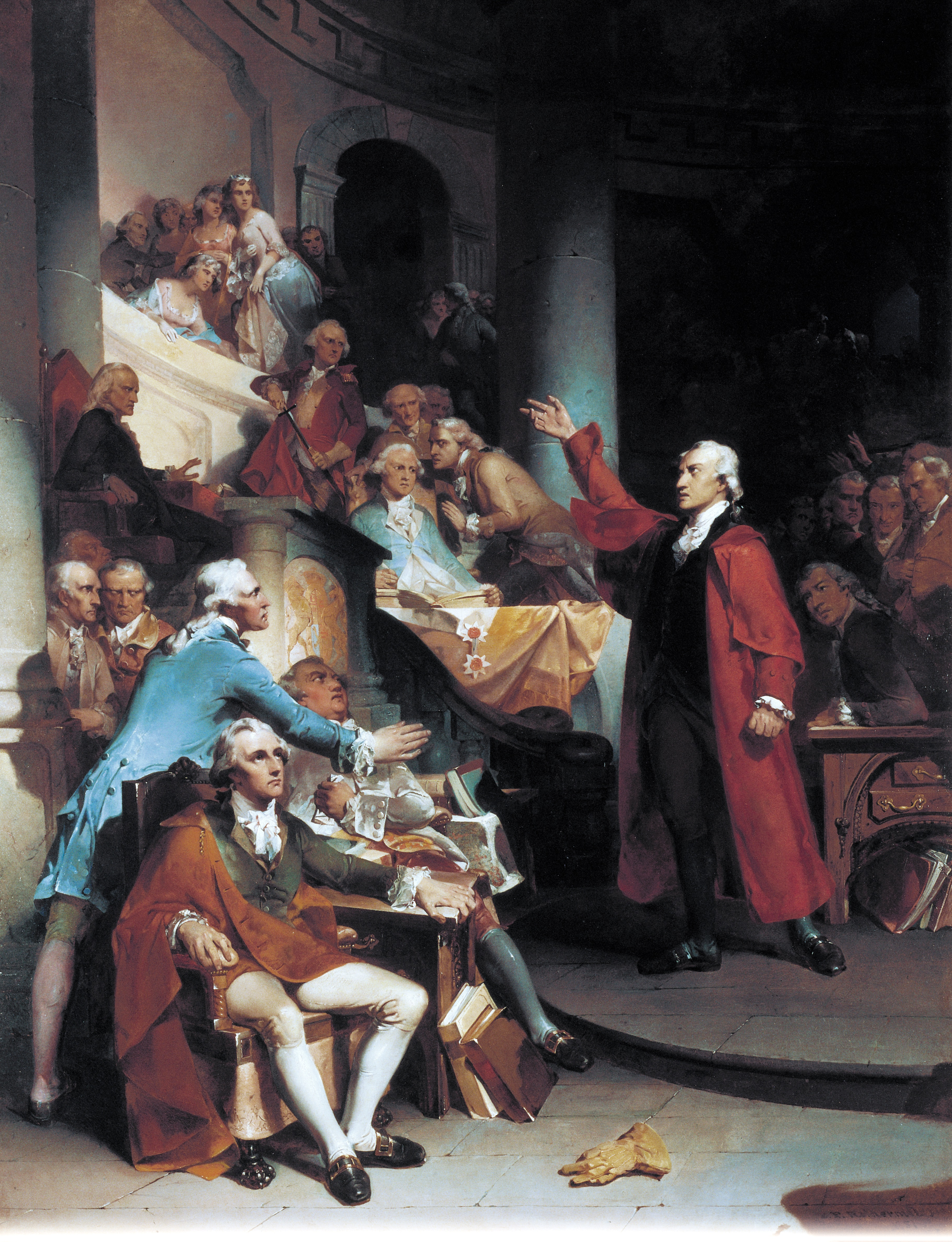
Patrick Henry's "Treason" speech before the House of Burgesses in an 1851 painting by Peter F. Rothermel

„Dați-mi libertate sau dați-mi moarte” (în engleză Give me Liberty, or give me Death!) este un citat celebru dintr-un discurs al lui Patrick Henry ținut la Virginia Convention la 23 martie 1775, în Biserica „Sfântul Ioan” din Richmond, Virginia, discurs despre care se spune că a înclinat balanța în favoarea acordării de către legislativul (House of Burgesses) coloniei Virginia de trupe în favoarea Războiului American de Independență. Printre delegații de la convenție s-au numărat viitorii președinți ai SUA Thomas Jefferson și George Washington. Cei prezenți, după ce au auzit discursul, ar fi repetat strigând fraza give me liberty or give me death!.